# Vorderstoder
Vorderstoder är en ort och kommun i Österrike. Den ligger i distriktet Kirchdorf i förbundslandet Oberösterreich,  170 km väster om huvudstaden Wien. 